# Lipoproteïna
Les lipoproteïnes són complexos macromoleculars, formats per proteïnes i lípids. Tenen un paper essencial en el transport dels lípids a través els teixits, ja sigui per emmagatzemar energia, o bé per a la seva oxidació. Els lípids lliures són tots gairebé indetectables a la sang. Les apoproteïnes, o components apolipoproteïcs, o cadenes polipeptídiques, de les lipoproteïnes se sintetitzen principalment en el fetge, tot i que al voltant d'una cinquena part d'elles es produeixen en les cèl·lules de la mucosa intestinal.

## Classificació de les lipoproteïnes
S'han descrit diverses famílies de lipoproteïnes, cada una de les quals tenen funcions concretes en el transport de lípids. Aquestes famílies es classifiquen en funció de la seva densitat, determinada mitjançant centrifugació. Les lipoproteïnes de cada classe contenen apoproteïnes característiques i posseeixen una composició lipídica distintiva. En les lipoproteïnes humanes, es troben un total de nou apoproteïnes principals. Atès que els lípids tenen una densitat molt menor que les proteïnes, el contingut lipídic d'una classe de lipoproteïna està inversament relacionat amb la seva densitat. Aleshores, com més gran sigui l'abundància de lípids, menor és la densitat.
La classificació estàndard de les lipoproteïnes inclou, en ordre creixent de densitat, quilomicrons, lipoproteïnes de molt baixa densitat (LMBD), lipoproteïnes de densitat intermèdia (LDI), lipoproteïnes de baixa densitat (LBD) i lipoproteïnes d'alta densitat (LAD). Alguns esquemes de classificació estableixen dos classes de HDL i, a més a més, existeix una lipoproteïna quantitativament menor denominada lipoproteïna de molt alta densitat (LMAD).

### Quilomicrons

Estructura d'un quilomicró, un tipus de lipoproteïna. ApoA, ApoB, ApoC, ApoE: diferentes apolipoproteïness, són les que caracteritzen cada lipoproteïna. T: triacilglicèrid; C (colesterol). En verd i groc: fosfolípids, el cap (en verd) es dirigeix a l'exterior, on el medi és aquós, mentre que la resta (en groc) està encarat cap al medi lipídic. La forma esfèrica és la més aerodinàmica i la que permet un contingut major en una superfície de contorn menor.

Els quilomicrons són lipoproteïnes sintetitzades a l'epiteli de l'intestí, caracteritzades per posseir la densitat més baixa (inferior a 0,94) i el major diàmetre, entre 75 i 1.200 nm. Són grans partícules esfèriques que recullen des de l'intestí prim els triacilglicerols, els fosfolípids i el colesterol ingerits en la dieta duent-los cap als teixits a través del sistema limfàtic.
Estan composts en un 90% per triacilglicerols, 7% de fosfolípids, 1% colesterol, i un 2% de proteïnes especialitzades, anomenades apoproteïnes. Les proteïnes que contenen, principalment l'Apo B48, tenen, entre altres funcions, l'estabilització de les molècules de lípids en un entorn aquós com el plasma sanguini. Això es deu al fet que els greixos no es poden dissoldre en un medi aquós (són hidròfobs), per a això necessiten proteïnes que els recobreixin per a deixar exposats solament la part polar d'aquesta proteïna i d'aquesta manera poder dissoldre el greix en el plasma. Una acció similar efectuen les micel·les de sals biliars en el quim.

### Les lipoproteïnes de molt baixa densitat
Les lipoproteïnes de molt baixa densitat, també conegudes com a VLDL (de l'anglès very low-density lipoprotein) són complexos macromoleculars sintetitzats pel fetge que transporten triacilglicerols, èsters de colesterol i fosfolípids principalment cap als teixits extrahepàtics. Es caracteritzen per tenir una baixa densitat, encara que major que la dels quilomicrons (entre 0,94 i 1,0006) i un petit diàmetre, entre 30 nm i 70 nm. Es componen principalment de lípids, en un 90%, i un 10% de proteïnes específiques. Són les precursores de les LDL.
El seu component proteic està constituït majoritàriament per una molècula de apolipoproteïna B 100, incorporada en el fetge durant la seva biosíntesis, i diverses apolipoproteïnes de menor pes molecular (apo C2, C3, A-V) incorporades durant la circulació. A nivell dels capil·lars dels teixits extrahepàtics (múscul esquelètic, miocardi i teixit adipós, entre els de major rellevància metabòlica) els triacilglicerols associats a les VLDL són hidrolitzats per l'enzim lipasa lipoproteica, alliberant-se àcids grassos que són incorporats pels teixits per a ser emmagatzemats (teixit adipós) o oxidats com a font d'energia (múscul). Les VLDL depletades de triacilglicerols per aquest mecanisme es coneixen com a romanents de VLDL o IDL (lipoproteïnes de densitat intermèdia). Després d'una segona ronda de lipòlisis i un enriquiment relatiu en el seu contingut d'èsters de colesterol, les IDL són transformades en LDL (lipoproteïnes de baixa densitat), les quals són captades pel fetge per la seva retirada de la circulació.

### Lipoproteïnes de densitat mitjana
Les lipoproteïnes de densitat intermèdia (LDI) tenen una quantitat de lípids major que les d'alta densitat (LAD) però menor que les de baixa (LBD). La seva densitat es troba aproximadament entre 0,95 i 1,064 g/ml, amb un petit diàmetre de prop de 35 nm. Tenen una vida mitjana relativament curta i són normalment a la sang en concentracions molt baixes. En un estat hiperlipoproteinèmic de tipus III, la concentració d'IDL en sang és elevada. Les LDI i les LBD són bastant similars i tots dos tipus, si es troben en excés a la sang, poden formar una plata d'ateroma a una artèria.
Les LDI poden enriquir el seu contingut relatiu d'èsters de colesterol i, mitjançant lipòlisi transformar-se en lipoproteïnes de baixa densitat (LBD), que seran captades pel fetge per la seva retirada de la circulació.

### Lipoproteïnes de baixa densitat
Les lipoproteïnes de baixa densitat (LBD, o LDL per les seves sigles en anglès "Low Density Lipoprotein") són macromolècules circulants derivades del processament lipolític de les VLDL per acció de diverses lipases extracel·lulars, principalment la lipasa lipoproteica. Actualment no es té clar el rol funcional de les LDL, ja que, al contrari del que generalment es pensa, aquestes no transporten colesterol des del fetge fins als teixits perifèrics, sinó que són captades pel fetge per a la seva eliminació final de la circulació. Aquest fet queda de manifest en pacients portadors de mutacions en el gen codificant per a la proteïna receptora de LDL, els quals desenvolupen nivells increïblement elevats de colesterol plasmàtic i, conseqüentment, acumulen un dipòsit de colesterol en diversos teixits, donada la incapacitat del seu fetge per a captar i eliminar les LDL circulants.

### Lipoproteïnes d'alta densitat
Les lipoproteïnes d'alta densitat (LAD, o HDL, de l'anglès High density lipoprotein) són aquelles lipoproteïnes que transporten el colesterol des dels teixits del cos fins al fetge. Atès al fet que les HDL poden retirar el colesterol de les artèries i transportar-lo de tornada al fetge per a la seva excreció, se'ls coneix com el colesterol o lipoproteïna bona. Quan es mesuren els nivells de colesterol, el contingut en les partícules no és una amenaça per a la salut cardiovascular del cos (en contraposició amb el LDL o colesterol dolent).
HDL són les lipoproteïnes més petites i més denses i estan compostes d'una alta proporció de proteïnes. El fetge sintetitza aquestes lipoproteïnes com a proteïnes buides i, després de recollir el colesterol, incrementen la seva grandària al circular a través del torrent sanguini. Els homes solen tenir un nivell notablement inferior de HDL que les dones (pel que tenen un risc superior de malalties del cor). Estudis epidemiològics mostren que altes concentracions de HDL (superiors a 60 mg/DL) tenen una caràcter protector contra les malalties cardiovasculars (com la cardiopatia isquèmica i infart de miocardi). Baixes concentracions de HDL (per sota de 35mg/DL) suposen un augment del risc d'aquestes malalties, especialment per a les dones. Per a elevar el valor de HDL es pot realitzar exercici físic. També, es pot menjar menys menjars que contenen àcids grassos trans.

### Lipoproteïnes de molt alta densitat
La lipoproteïna de molt alta densitat (VHDL) és quantitativament menor a les altres i la que menys lípids i més proteïnes conté.

## Estructura de les lipoproteïnes
Malgrat les seves diferències de composició lipídica i proteica, totes les lipoproteïnes comparteixen característiques estructurals comuns, especialment una forma esfèrica que es pot detectar amb microscòpia electrònica. Les parts hidròfobes, tant els lípids com els aminoàcids apolars, formen un nucli intern, i les estructures proteiques hidròfiles i els grups de cap polars dels fosfolípids es troben a l'exterior.

## Funcions de les lipoproteïnes
Algunes apolipoproteïnes tenen activitats bioquímiques específiques diferents del paper que juguen altres transportadors passius de la hidròlisi dels triacilglicerols per la lipoproteïna lipasa, un enzim de la superfície cel·lular que hidrolitza els triacilglicerols de les lipoproteïnes. Un dèficit de apo C-II en l'ésser humà s'associa amb unes concentracions elevades de triacilglicerol a la sang. Altres apoproteïnes dirigeixen determinades lipoproteïnes cap a les cèl·lules específiques, en ser identificades per receptors de les membranes plasmàtiques d'aquestes cèl·lules. La recent descripció de l'associació d'una forma variant de la apo E amb un augment de risc de patir la malaltia d'Alzheimer és molt interessant. Existeixen tres formes al·lèliques comunes de la apo E, i les persones homozigots per la variant pertinent presenten de forma invariant la malaltia d'Alzheimer als vuitanta anys. Globalment, les lipoproteïnes ajuden a mantenir en forma solubilitzada uns 500 mg de lípids totals per 100 ml de sang humana en la fase postabsortiva, després de la digestió i absorció a la sang del contingut del menjar. D'aquests 500 mg, al voltant d'uns 200mg solen ser triacilglicerols, 220 mg colesterol i 160 mg són fosfolípids, principalment fosfatidilcolina i fosfatidiletanolamina.

## Transport de les lipoproteïnes
Els quilomicrons constitueixen la forma en què es transporta el greix dels aliments des de l'intestí fins als teixits perifèrics, en particular el cor, el múscul i el teixit adipós. Les VLDL tenen un paper similar per als triacilglicerols sintetitzats en el fetge. Els triacilglicerols en aquestes dos lipoproteïnes s'hidrolitzen en glicerol i àcids grassos en les superfícies internes dels capil·lars dels teixits perifèrics. Aquesta hidròlisi comporta una activació de l'enzim extracel·lular lipoproteïna lipasa per l'apoproteïna C II. Alguns dels àcids grassos alliberats són absorbits per les cèl·lules pròximes, mentre que altres, que continuen sent bastant insolubles, formen complexos amb l'albúmina sèrica per poder transportar-se cap a cèl·lules més distants. Després de l'absorció dins la cèl·lula, els àcids grassos procedents de l'acció de la lipoproteïna lipasa poden catabolitzar-se per generar energia o, en les cèl·lules adiposes, utilitzar-se per tornar a sintetitzar triacilglicerols.

## Utilització de les lipoproteïnes
Com a conseqüència de la hidròlisi dels triacilglicerols en els capil·lars, tant els quilomicrons com les VLDL es degraden per donar lloc a restes amb abundants proteïnes. La classe de lipoproteïna IDL procedeix de les VLDL, i els quilomicrons es degraden per donar lloc al que es denomina simplement restes de quilomicrons. Els dos tipus de restes són captades pel fetge a través de la interacció amb receptors específics i degradades posteriorment en els lisosomes hepàtics. L'apoproteïna B-100 es reutilitza en la síntesi de les LDL, a través de les IDL. Les LDL constitueixen la principal forma de transport de colesterol cap als teixits, i les HDL juguen el principal paper de tornar l'excés de colesterol dels teixits cap al fetge per la seva excreció o metabolisme. La importància de les lipoproteïnes com vehicles de transport és evident pel fet que una conseqüència important de la cirrosi hepàtica crònica és la degeneració grassa del fetge, en la qual el fetge es carrega de greix. Atès que el fetge és el lloc principal de síntesi de les apolipoproteïnes, el dany d'aquest òrgan fa que el greix sintetitzat s'hi acumuli, ja que no pot ser transportat cap als teixits perifèrics.

## Les lipoproteïnes penetren dins les cèl·lules per endocitosi regulada per receptor
Cada partícula de lipoproteïna conté apoproteïnes específiques en la seva superfície, que actuen com lligands de receptors específics de la membrana plasmàtica de les cèl·lules dels teixits diana, com el fetge, el còrtex suprarenal i altres cèl·lules que requereixen un o més components de les lipoproteïnes. Amb l'excepció del receptor SR-B1, la interacció del lligand amb el receptor inicia el procés d'endocitosi de la lipoproteïna. Els receptors per les LDL per exemple, es troben exposats a les lipoproteïnes circulants, en àrees específiques de la membrana plasmàtica. Aquestes són conegudes com a sots recoberts i contenen una única proteïna anomenada clatrina. La membrana plasmàtica pròxima al complex receptor-LDL invegina i es fusiona amb els lisosomes, vesícules subcel·lulars que contenen nombrosos enzims degradadors (hidrolases àcides per exemple). Els èsters de colesterol de les LDL s'hidrolitzen, formant-se colesterol lliure, el qual es torna a esterificar ràpidament per l'acció d'ACAT. Aquesta ràpida esterificació és necessària per evitar l'efecte danyí que tindrien les concentracions elevades de colesterol lliure en les membranes cel·lulars.

### Receptors de les lipoproteïnes
El receptor de lipoproteïnes millor caracteritzat és el de LDL. Reconeix específicament apoB-100 i apo E. Per tant, aquest receptor uneix VLDL, IDL i restes de quilomicrons, a més a més de LDL. La reacció d'unió es caracteritza per ser saturable i té lloc amb alta afinitat i un estret interval d'especificitat. Altres receptors tenen una àmplia especificitat, com les proteïnes relacionades amb el receptor de LDL (LRP) i el receptor atrapador de macròfags, i poden unir-se a molts altres lligands, a més a més de les lipoproteïnes sanguínies.

### Receptor de LDL
El receptor de LDL té una estructura de mosaic. Està composta per sis regions diferents. La primera regió, en l'extrem amino terminal, conté la zona d'unió a la LDL, una seqüència de 40 residus amb molts cisteïna. Les cadenes laterals àcides d'aquesta regió uneixen calci iònic. Quan aquestes cadenes es troben protonades, s'allibera el calci dels seus llocs d'unió. Aquesta alliberació de calci provoca canvis conformacionals que permeten que la LDL es desconnecti del seu lloc d'unió al receptor. Els ponts disulfur, formats entre els residus de cisteïna, col·laboren en la integritat estructural d'aquesta porció del receptor.
La segona regió del receptor conté dominis que són homòlegs als dels factors de creixement epidèrmics (EGF), i un complex consistent en sis repeticions que s'assemblen a les fulles de la subunitat beta de la transducina, formant una zona semblant a una hèlix.
La tercera regió del receptor de LDL conté una cadena d'oligosacàrids units mitjançant enllaços N-glicosídics, mentre que la quarta regió conté un domini amb abundant serina i treonina i conté monosacàrids units per enllaç O-glicosídic. La funció d'aquesta proteïna pot ser que consisteixi a estendre físicament el receptor fora de la membrana, de manera que la regió que uneix la LDL estigui accessible a la molècula de LDL.
La cinquena regió conté 22 residus hidrofòbics i constitueix la part del receptor que s'estén en la membrana cel·lular, mentre que la sisena regió s'entén pel citosol, on regula la interacció entre el domini C terminal del receptor de LDL i amb els sots que contenen clatrina, a on s'inicia el procés d'endocitosi mediada per receptor.
El nombre de receptors de LDL, la unió de les LDL als seus receptors i els processos posteriors a la unió poden quedar disminuïts per raons molt diverses, que porten totes elles a l'acumulació de colesterol LDL en sang i a l'aterosclerosi prematura. Aquests defectes poden ser conseqüència de mutacions en un al·lel (heterozigot: que s'observen en aproximadament 1 de cada 500 persones) o en els dos al·lels (homozigot: que s'observen en 1 de cada milió de persones) del receptor de LDL (hipercolesterolèmia familiar). Els heterozigots produeixen aproximadament la meitat de la quantitat normal de receptors de LDL, mentre que els homozigots pràcticament no produeixen proteïna receptora (hipercolesterolèmia familiar receptor negativa). Les persones amb aquest últim tipus tenen unes concentracions de colesterol total d'entre 500 i 800 mg/dL. En un subgrup de pacients amb hipercolesterolèmia familiar, el receptor de LDL se sintetitza i transporta a la superfície cel·lular, però una substitució d'un aminoàcid o una del·leció donen lloc a canvis de l'estructura de la proteïna de forma que no té la capacitat d'unió de LDL. El resultat d'això és que el colesterol no penetra des del torrent circulatori a la cèl·lula diana i, per tant, no pot retroinhibir la biosíntesi de colesterol en la cèl·lula. Degut a això, augmenta la concentració de colesterol en suro. Una tercera forma d'hipercolesterolèmia familiar implica un defecte genètic en els mecanismes de transport o migració que normalment porten el receptor de LDL des del seu lloc de síntesi al lloc adequat de la membrana plasmàtica cel·lular. Les mutacions genètiques poden provocar un altre tipus més d'hipercolesterolèmia familiar, en la que té lloc un canvi estructural en l'extrem carboxil terminal del receptor de LDL. Encara que aquests pacients siguin capaços de situar correctament els receptors de LDL en la membrana plasmàtica de la cèl·lula, són incapaços d'internalitzar el complex LDL-receptor de LDL, ja que no poden translocar-lo als sots de clatrina.
Proteïna relacionada amb el receptor de LDL (LRP).
La LRP està estructuralment relacionada amb el receptor de LDL, però reconeix un espectre de lligands més ampli. A més a més de les lipoproteïnes, uneix proteïnes sanguínies com la α₂-macroglobulina (una proteïna que inhibeix les proteases sanguínies) i l'activador tissular del plasminogen (TPA) i els seus inhibidors. El receptor LRP reconeix la apoE de les lipoproteïnes i uneix remanents produïts per la digestió dels triacilglicèrids dels quilomicrons i les VLDL per les LPL. Per això, es creu que una de les funcions consisteix a treure de la circulació aquests remanents. El receptor LRP abunda en la membrana plasmàtica de les cèl·lules del fetge, el cervell i la placenta. Al contrari del que succeeix amb el receptor de LDL, la síntesi del receptor LRP no queda afectada de forma significativa per l'augment de les concentracions intracel·lulars de colesterol. Això no obstant, la insulina provoca un augment del nombre de receptors situats en la membrana cel·lular, el que concorda amb la necessitat d'eliminar els remanents de quilomicrons que, d'altra manera, s'acumularien després d'un àpat.